# Caribbean Club Shield 2022
Navigation
Édition précédente Édition suivante
Le Caribbean Club Shield 2022 est la cinquième édition de cette compétition. Organisée par la CONCACAF, cette compétition voit s'affronter les meilleures équipes des championnats amateurs de l'Union caribéenne de football (UCF ou CFU). Après l'annulation des éditions 2020 et 2021, la compétition est de retour en 2022.
Avec l'expansion de la Ligue des champions de la CONCACAF en 2024, le Championnat des clubs caribéens de la CONCACAF sera remplacé dès 2023 par la Coupe caribéenne et le Caribbean Club Shield lui servira de mode de qualification.

## Participants
Parmi les 31 associations membres de l'Union caribéenne de football, seules quatre disposent d'un championnat professionnel selon les critères de la CONCACAF. Ainsi, les vingt-sept autres associations peuvent présenter une équipe en Caribbean Club Shield. Pour cette édition, dix clubs disputent la compétition.
| Nation                  | Club                        | Méthode de qualification                          |
| Aruba                   | SV Deportivo Nacional       | Champion d'Aruba en 2021                          |
| Bonaire                 | Real Rincon                 | Champion de Bonaire en 2021                       |
| Curaçao                 | CRKSV Jong Holland          | Champion de Curaçao en 2021                       |
| Dominique               | South East FC               | Champion de Dominique en 2020                     |
| Guadeloupe              | AS Gosier                   | Champion de Guadeloupe en 2020-2021               |
| Martinique              | Golden Lion de Saint-Joseph | Champion de la Martinique en 2020-2021            |
| Porto Rico              | Bayamón FC                  | Champion de Porto Rico en 2021                    |
| Saint-Martin            | Junior Stars                | Champion de Saint-Martin en 2021                  |
| Suriname                | Inter Moengotapoe           | Champion du Suriname en 2019-2020                 |
| Îles Turques-et-Caïques | SWA Sharks                  | Champion des Îles Turques-et-Caïques en 2021-2022 |

Associations ne présentant pas d'équipe à cette compétition
- Anguilla
- Antigua-et-Barbuda
- Bahamas
- Barbade
- Bermudes
- Îles Caïmans
- Îles Vierges américaines
- Îles Vierges britanniques
- Cuba
- Grenade
- Guyane française
- Montserrat
- Saint-Christophe-et-Niévès
- Sint-Maarten
- Saint-Vincent-et-les-Grenadines
- Sainte-Lucie

| Suriname: Inter Moengotapoe Nacional Real Rincon Jong Holland South East AS Gosier Golden Lion Bayamón FC Junior Stars SWA Sharks |

## Phase de groupes
Le tirage au sort des groupes a été réalisé le 3 février 2022 au siège de la CONCACAF à Miami,.
Les premiers des groupes de trois équipes (A et C) ainsi que les deux premiers du groupe B sont qualifiés pour la suite de la compétition.
Les matchs se jouent à Porto Rico.

### Groupe A
| Rang | Équipe        | Pts | J | G | N | P | Bp | Bc | Diff |  | Résultats (▼ dom., ► ext.) |  |     |     |
| ---- | ------------- | --- | - | - | - | - | -- | -- | ---- |  | -------------------------- |  | --- | --- |
| 1    | Bayamón FC    | 4   | 2 | 1 | 1 | 0 | 9  | 3  | +6   |  | Bayamón FC                 |  | 3-3 | 6-0 |
| 2    | Junior Stars  | 2   | 2 | 0 | 2 | 0 | 4  | 4  | 0    |  | Junior Stars               |  |     | 1-1 |
| 3    | South East FC | 1   | 2 | 0 | 1 | 1 | 1  | 7  | -6   |  | South East FC              |  |     |     |

### Groupe B
| Rang | Équipe             | Pts | J | G | N | P | Bp | Bc | Diff |  | Résultats (▼ dom., ► ext.) |  |     |     |     |
| ---- | ------------------ | --- | - | - | - | - | -- | -- | ---- |  | -------------------------- |  | --- | --- | --- |
| 1    | CRKSV Jong Holland | 7   | 3 | 2 | 1 | 0 | 6  | 0  | +6   |  | CRKSV Jong Holland         |  | 0-0 | 1-0 | 5-0 |
| 2    | AS Gosier          | 7   | 3 | 2 | 1 | 0 | 3  | 1  | +2   |  | AS Gosier                  |  |     | 1-0 | 2-1 |
| 3    | SWA Sharks         | 3   | 3 | 1 | 0 | 2 | 3  | 3  | 0    |  | SWA Sharks                 |  |     |     | 3-1 |
| 4    | Real Rincon        | 0   | 3 | 0 | 0 | 2 | 2  | 10 | -8   |  | Real Rincon                |  |     |     |     |

### Groupe C
| Rang | Équipe                      | Pts | J | G | N | P | Bp | Bc | Diff |  | Résultats (▼ dom., ► ext.)  |  |     |     |
| ---- | --------------------------- | --- | - | - | - | - | -- | -- | ---- |  | --------------------------- |  | --- | --- |
| 1    | Inter Moengotapoe           | 6   | 2 | 2 | 0 | 0 | 9  | 5  | +4   |  | Inter Moengotapoe           |  | 4-3 | 5-2 |
| 2    | Golden Lion de Saint-Joseph | 3   | 2 | 1 | 0 | 1 | 11 | 4  | +7   |  | Golden Lion de Saint-Joseph |  |     | 8-0 |
| 3    | SV Deportivo Nacional       | 0   | 2 | 0 | 0 | 2 | 2  | 13 | -11  |  | SV Deportivo Nacional       |  |     |     |

## Phase finale
Les matchs se jouent à Porto Rico.

### Tableau
|  | Demi-finales            | Demi-finales            | Demi-finales            | Demi-finales            |                               |                  | Finale                  | Finale                  | Finale                  | Finale                  |
|  |                         |                         |                         |                         |                               |                  |                         |                         |                         |                         |
|  | 22 avril 2022, Mayagüez | 22 avril 2022, Mayagüez | 22 avril 2022, Mayagüez | 22 avril 2022, Mayagüez |                               |                  | 24 avril 2022, Mayagüez | 24 avril 2022, Mayagüez | 24 avril 2022, Mayagüez | 24 avril 2022, Mayagüez |
|  | CRKSV Jong Holland      | CRKSV Jong Holland      | 2                       | 2                       |                               |                  | 24 avril 2022, Mayagüez | 24 avril 2022, Mayagüez | 24 avril 2022, Mayagüez | 24 avril 2022, Mayagüez |
|  | CRKSV Jong Holland      | CRKSV Jong Holland      | 2                       | 2                       |                               |                  | 24 avril 2022, Mayagüez | 24 avril 2022, Mayagüez | 24 avril 2022, Mayagüez | 24 avril 2022, Mayagüez |
|  | Bayamón FC              | Bayamón FC              | 3                       | 3                       |                               |                  | 24 avril 2022, Mayagüez | 24 avril 2022, Mayagüez | 24 avril 2022, Mayagüez | 24 avril 2022, Mayagüez |
|  | Bayamón FC              | Bayamón FC              | 3                       | 3                       | Bayamón FC a. p.              | Bayamón FC a. p. | 2                       | 2                       |                         |                         |
|  | 22 avril 2022, Mayagüez |                         |                         |                         | Bayamón FC a. p.              | Bayamón FC a. p. | 2                       | 2                       |                         |                         |
|  |                         |                         | Inter Moengotapoe       | Inter Moengotapoe       | 1                             | 1                |                         |                         |                         |                         |
|  | Inter Moengotapoe       | Inter Moengotapoe       | Inter Moengotapoe       | Inter Moengotapoe       | 1                             | 1                | 4                       | 4                       |                         |                         |
|  | Inter Moengotapoe       | Inter Moengotapoe       |                         |                         |                               |                  |                         | 4                       |                         |                         |
|  | AS Gosier               | AS Gosier               | 0                       | 0                       |                               |                  |                         |                         |                         |                         |
|  | AS Gosier               | AS Gosier               | 0                       | 0                       | Match pour la troisième place |                  |                         |                         |                         |                         |
|  |                         |                         |                         |                         |                               |                  |                         |                         |                         |                         |
|  | 24 avril 2022, Mayagüez |                         |                         |                         |                               |                  |                         |                         |                         |                         |
|  | CRKSV Jong Holland      | CRKSV Jong Holland      | 0                       | 0                       |                               |                  |                         |                         |                         |                         |
|  | CRKSV Jong Holland      | CRKSV Jong Holland      | 0                       | 0                       |                               |                  |                         |                         |                         |                         |
|  | AS Gosier               | AS Gosier               | 2                       | 2                       |                               |                  |                         |                         |                         |                         |
|  | AS Gosier               | AS Gosier               | 2                       | 2                       |                               |                  |                         |                         |                         |                         |

### Demi-finales
| 22 avril 2022 | CRKSV Jong Holland           | 2 – 3   | Bayamón FC                                    | Stade athlétique de Mayagüez, Mayagüez |                                |
| 17h00         | Martina 23e · De Brito 90+5e | (1 - 0) | 85e Almazán · 90+8e Hernández · 90+13e Rivera | Arbitrage : Ekaterina Koroleva         | Arbitrage : Ekaterina Koroleva |
| 17h00         | Rapport                      |         |                                               | Arbitrage : Ekaterina Koroleva         | Arbitrage : Ekaterina Koroleva |

| 22 avril 2022 | Inter Moengotapoe                                     | 4 – 0   | AS Gosier | Stade athlétique de Mayagüez, Mayagüez |                             |
| 20h00         | Cronie 15e · Fer 35e · Kwasie 78e · Édouard 88e (csc) | (2 - 0) |           | Arbitrage : Kwinsi Williams            | Arbitrage : Kwinsi Williams |
| 20h00         | Rapport                                               |         |           | Arbitrage : Kwinsi Williams            | Arbitrage : Kwinsi Williams |

### Match pour la troisième place
| 24 avril 2022 | CRKSV Jong Holland | 0 – 2 | AS Gosier                    | Stade athlétique de Mayagüez, Mayagüez |                            |
| 17h00         |                    |       | 52e Nandkissori · 68e Popote | Arbitrage : Fernando Moron             | Arbitrage : Fernando Moron |
| 17h00         | Rapport            |       |                              | Arbitrage : Fernando Moron             | Arbitrage : Fernando Moron |

### Finale
Le vainqueur est qualifié pour le match de barrage face au quatrième du championnat professionnel des Caraïbes.
| 24 avril 2022 | Bayamón FC        | 2 – 1                 | Inter Moengotapoe | Stade athlétique de Mayagüez, Mayagüez |                              |
| 20h00         | Ranera 24e 120+1e | (1 - 0, 1 - 1, 1 - 1) | 89e Darson        | Arbitrage : Daneon Parchment           | Arbitrage : Daneon Parchment |
| 20h00         | Rapport           |                       |                   | Arbitrage : Daneon Parchment           | Arbitrage : Daneon Parchment |

## Barrage pour la Ligue de la CONCACAF
Ce barrage voit s'affronter le quatrième du Championnat des clubs caribéens 2022 au vainqueur du Caribbean Club Shield 2022. C'est le Waterhouse FC qui se qualifie pour le tour préliminaire de la Ligue de la CONCACAF 2022.
| 25 mai 2022 | Waterhouse FC                     | 4 - 0   | Bayamón FC | Estadio Cibao, Santiago de los Caballeros |                              |
| 17h00       | Williams 67e · Leslie 78e 84e 87e | (0 - 0) |            | Arbitrage : Ken Pennyfeather              | Arbitrage : Ken Pennyfeather |
| 17h00       | Rapport                           |         |            | Arbitrage : Ken Pennyfeather              | Arbitrage : Ken Pennyfeather |